# Belle Terre
Belle Terre és una població dels Estats Units a l'estat de Nova York. Segons el cens del 2000 tenia 832 habitants.

## Demografia
Segons el cens del 2000, Belle Terre tenia 832 habitants, 286 habitatges, i 237 famílies. La densitat de població era de 369,2 habitants/km².
Dels 286 habitatges en un 31,1% hi vivien nens de menys de 18 anys, en un 76,6% hi vivien parelles casades, en un 5,2% dones solteres, i en un 16,8% no eren unitats familiars. En l'11,2% dels habitatges hi vivien persones soles el 4,5% de les quals corresponia a persones de 65 anys o més que vivien soles. El nombre mitjà de persones vivint en cada habitatge era de 2,91 i el nombre mitjà de persones que vivien en cada família era de 3,16.
Per edats la població es repartia de la següent manera: un 24,8% tenia menys de 18 anys, un 3,6% entre 18 i 24, un 21,9% entre 25 i 44, un 36,5% de 45 a 60 i un 13,2% 65 anys o més.
L'edat mediana era de 45 anys. Per cada 100 dones de 18 o més anys hi havia 98,1 homes.
La renda mediana per habitatge era de 132.155 $ i la renda mediana per família de 144.708 $. Els homes tenien una renda mediana de 100.000 $ mentre que les dones 50.156 $. La renda per capita de la població era de 56.191 $. Cap de les famílies i l'1,4% de la població estaven per davall del llindar de pobresa.